# Les Chimpanzés de l'espace 2
Pour plus de détails, voir Fiche technique et Distribution.
Les Chimpanzés de l'espace 2 (Space Chimps 2: Zartog Strikes Back), suite du film Les Chimpanzés de l'espace, est un film d'animation américain réalisé par John H. Williams (en) et sorti le 28 mai 2010 au Royaume-Uni. Le film sort directement en DVD le 10 octobre 2010 aux États-Unis. En France, le film sort le 22 décembre 2010.

## Synopsis
Ham, Luna, Titan, et Comet vont vivre une nouvelle aventure... 

## Fiche technique
- Titre original : Space Chimps 2: Zartog Strikes Back
- Titre français : Les Chimpanzés de l'espace 2
- Réalisation : John H. Williams (en)
- Scénario :
- Production : John H. Williams
- Société de distribution : Entertainment Film Distributors (en) (Royaume-Uni), 20th Century Fox (États-Unis), SND (France)
- Pays d'origine :  États-Unis
- Langue originale : anglais
- Durée : 76 minutes
- Dates de sortie : 
  -  Royaume-Uni : 28 mai 2010
  -  États-Unis : 5 octobre 2010 (directement en DVD)
  -  France : 22 décembre 2010

## Distribution

### Voix originales
- Tom Kenny : Ham / Journaliste #1
- Zack Shada : Comet
- Patrick Warburton : Titan
- Cheryl Hines : Luna
- Carlos Alazraqui : Houston / Piddles le clown / Cameraman
- Laura Bailey : Kilowatt / Voix de l'ordinateur / Réceptionniste à Instar / Journaliste
- John DiMaggio : Zartog / Humain #1 / Humain #2
- Patrick Breen : Docteur Bob
- Jane Lynch : Docteur Poole
- Omid Abtahi : Docteur Jagu / Journaliste #2
- Noreen Reardon : Alien #1
- David Michie : Alien #2
- Spencer Gray : Chimpanzé #3

### Voix françaises
- Philippe Allard : Ham3
- Maia Baran : Luna
- Mathieu Moreau : Zartog
- Élisabeth Guinand : Kilowatt
- Patrick Brüll : Sénateur
- Thierry Janssen : Comet